# Березове (Міловська селищна громада)
Березове (до 17 лютого 2016 — Дзержинське) — село в Україні, у Міловській селищній громаді Старобільського району Луганської області. Колишній орган місцевого самоврядування — Новострільцівська сільська рада.

## Історія
Село засноване 1932 року як селище 1-ше відділення Державного конезаводу № 60 імені Дзержинського (нині — Державне підприємство «Стрільцівський конний завод № 60»). У 1951 році перейменовано в село Дзержинське.
17 лютого 2016 року, в ході декомунізації, село Дзержинське перейменовано в Березове.
У 2020 році Новострільцівська сільська рада об'єднана з Міловською селищною громадою.
17 липня 2020 року, в результаті адміністративно-територіальної реформи та ліквідації Міловського району, село увійшло до складу Старобільського району.

## Населення
За даними перепису 2001 року населення села становило 204 особи, з них 66,18 % зазначили рідною мову українську, 25,49 % — російську, а 8,33 % — іншу.